# Pic de Peguera
El Pic de Peguera és una muntanya de 2.982,7 metres enclavada al Parc Nacional d'Aigüestortes i Estany de Sant Maurici entre les comarques del Pallars Sobirà i el Pallars Jussà. Pertany als termes municipals de la Torre de Cabdella, dins del seu terme primigeni, i Espot

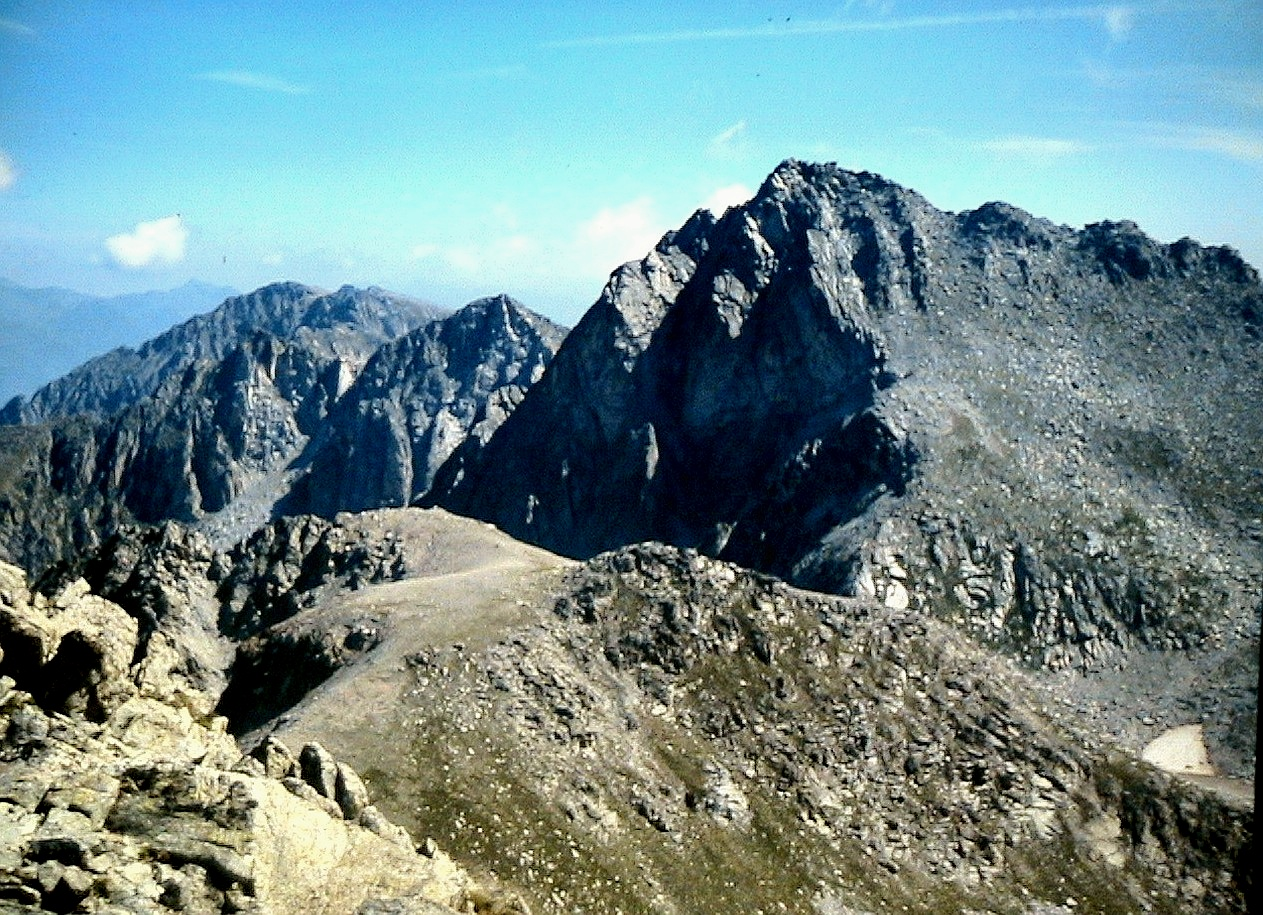
Pic i coll de Peguera des del pic de Mar. Any 1985 (Imatge amb anotacions)

És el cim més alt del Pallars Jussà. Està situat entre la capçalera lacustre de la Vall Fosca i les valls de Monestero i Peguera. Forma part del circ de muntanyes de quasi tres mil metres d'altitud que forma la capçalera del Flamisell i del terme municipal de la Torre de Cabdella. És al nord-oest del Tuc de Saburó i a llevant del Pic de Mar
Aquest cim està inclòs al Repte dels 100 cims de la Federació d'Entitats Excursionistes de Catalunya (FEEC).

## Rutes
Una de les rutes habituals per a l'ascensió al Pic de Peguera parteix de l'embassament de Sallente. Hi ha un enllaç on s'explica aquesta excursió.